# NGC 911
NGC 911 је елиптична галаксија у сазвежђу Андромеда која се налази на NGC листи објеката дубоког неба.
Деклинација објекта је + 41° 57' 24" а ректасцензија 2h 25m 42,4s. Привидна величина (магнитуда) објекта NGC 911 износи 12,8 а фотографска магнитуда 13,8. NGC 911 је још познат и под ознакама UGC 1878, MCG 7-6-16, CGCG 539-21, PGC 9221.